# Gibon

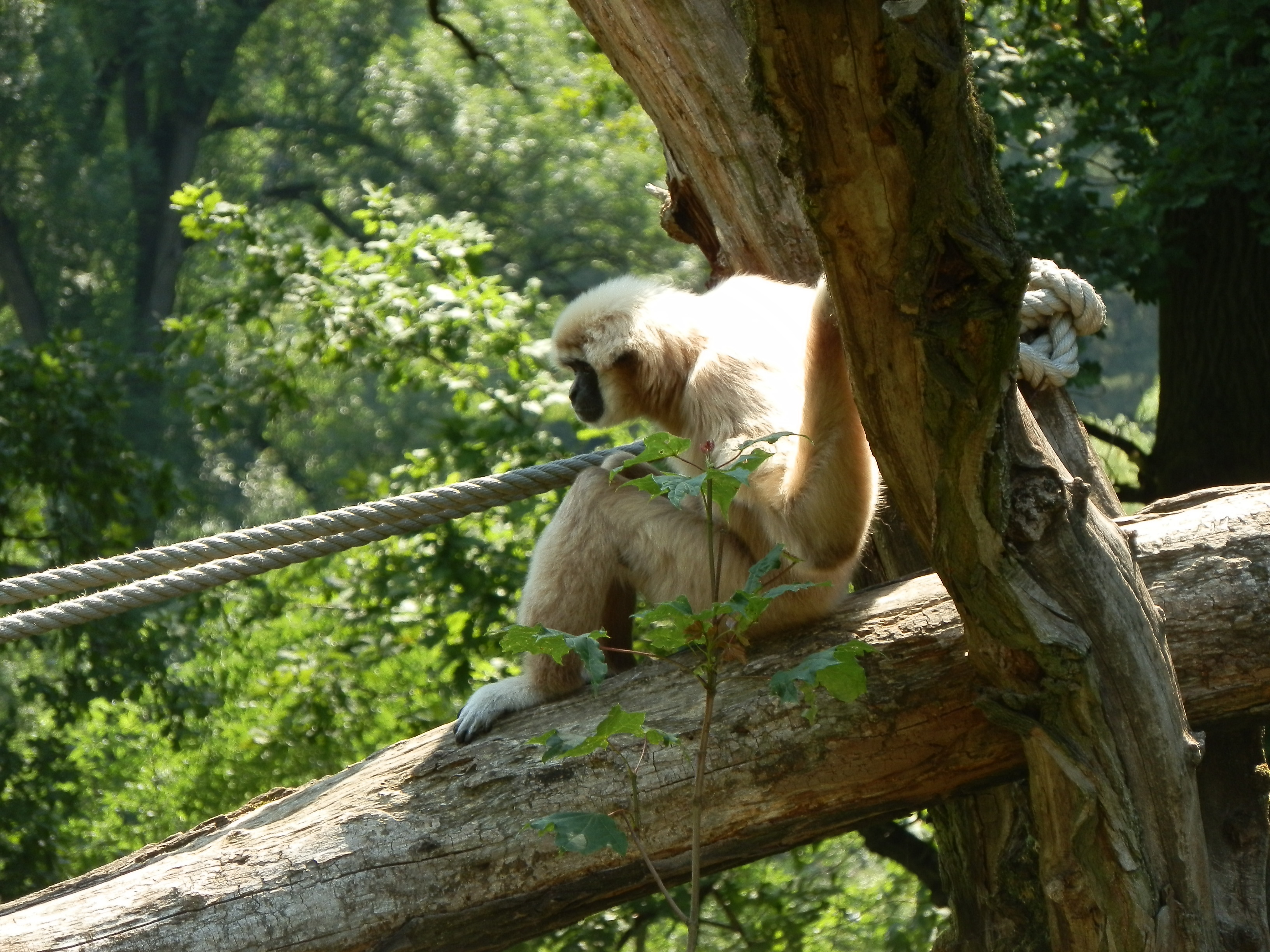
Maimuța-gibon

Giboni se numesc maimuțele antropoide din familia Hylobatidae. Această familie conținea inițial un singur gen, dar acum se împarte în patru genuri și 18 specii. Gibonii trăiesc în pădurile pluviale tropicale și subtropicale, din Bangladeshul de Est și India de Nord-Est până în China de Sud și Indonezia (inclusiv insulele Sumatra, Java și Borneo).
Numiți și maimuțele antropoide mici, gibonii, se deosebesc de maimuțele antropoide mari (gorile, cimpanzei, bonobo, orangutani și oameni) prin dimensiunile mai mici ale corpului, dimorfismul sexual redus și prin faptul că nu construiesc cuiburi. La prima vedere, datorită unor anumite detalii anatomice, par să se asemene mai mult cu maimuțele neantropoide, dar ca și toate maimuțele antropoide gibonii nu au coadă. 

## Mod de viață

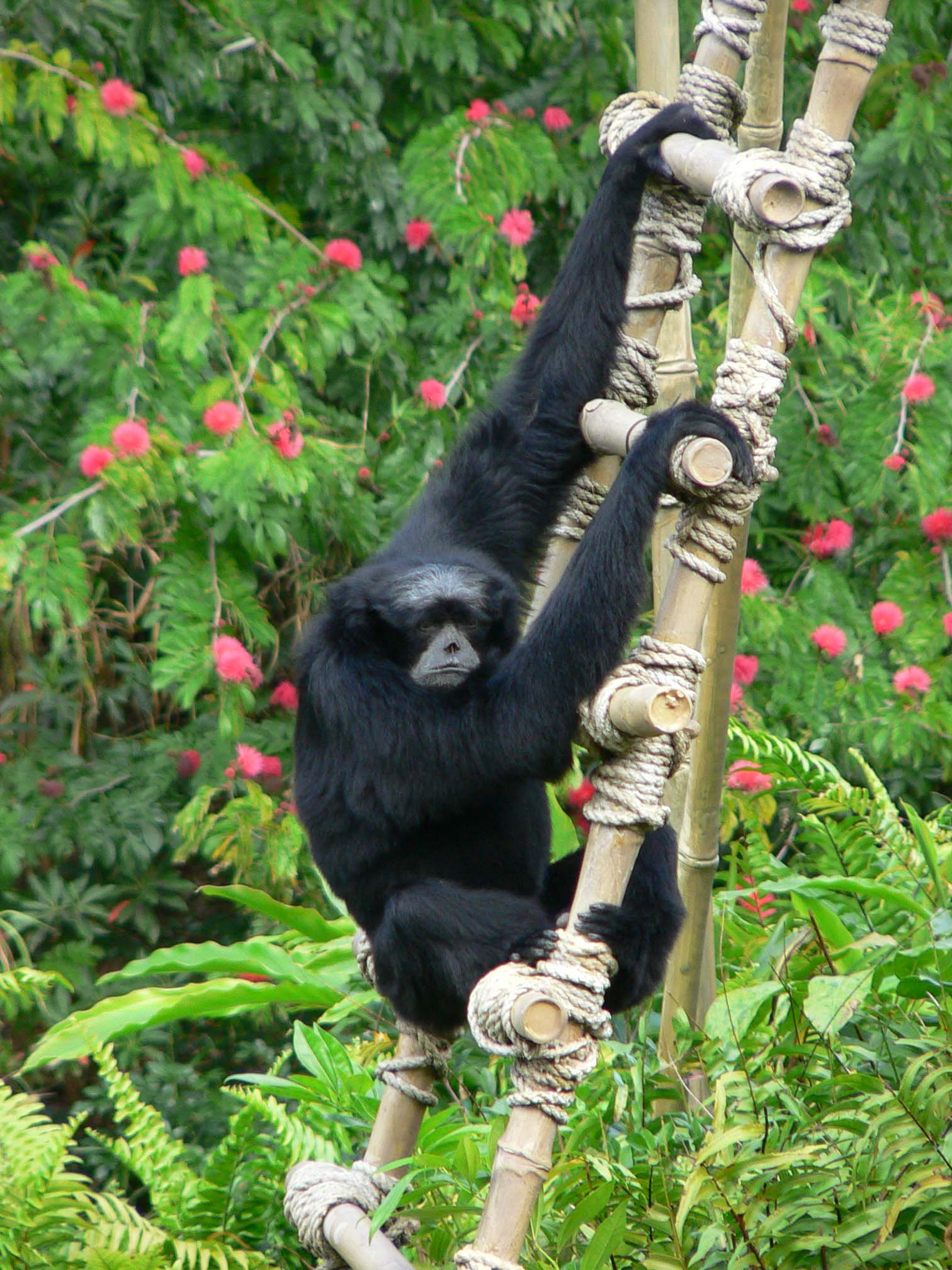
Gibon ce stă atârnat de treapta unei scări regasite într-o rezervație.

Cu ajutorul brațelor lungi gibonii stau atârnați și se deplasează legănându-se prin copacii din păduri. În timp ce se deplasează, își folosesc mișcarea oscilantă a corpului pentru a se împinge înainte. 
Gibonii adulți trăiesc în perechi, împreună cu maximum patru pui. Femela naște un pui o dată la doi sau trei ani, iar acesta își va petrece următoarele două-trei luni agățat de abdomenul mamei. Puiul începe să se deplaseze prin copaci folosindu-și brațele pe la șase luni, dar trebuie să exerseze destul de mult pentru a ajunge la fel de grațios ca părinții săi.
Gibonii se hrănesc cu muguri, frunze și fructe. Chiar și când stau nemișcați, atârnă în copaci folosind un braț sau ambele. Mănâncă, se odihnesc, se joacă, se îngrijesc și chiar se împerechează în timp ce stau atârnați. 